# Gutshaus Löwenbruch

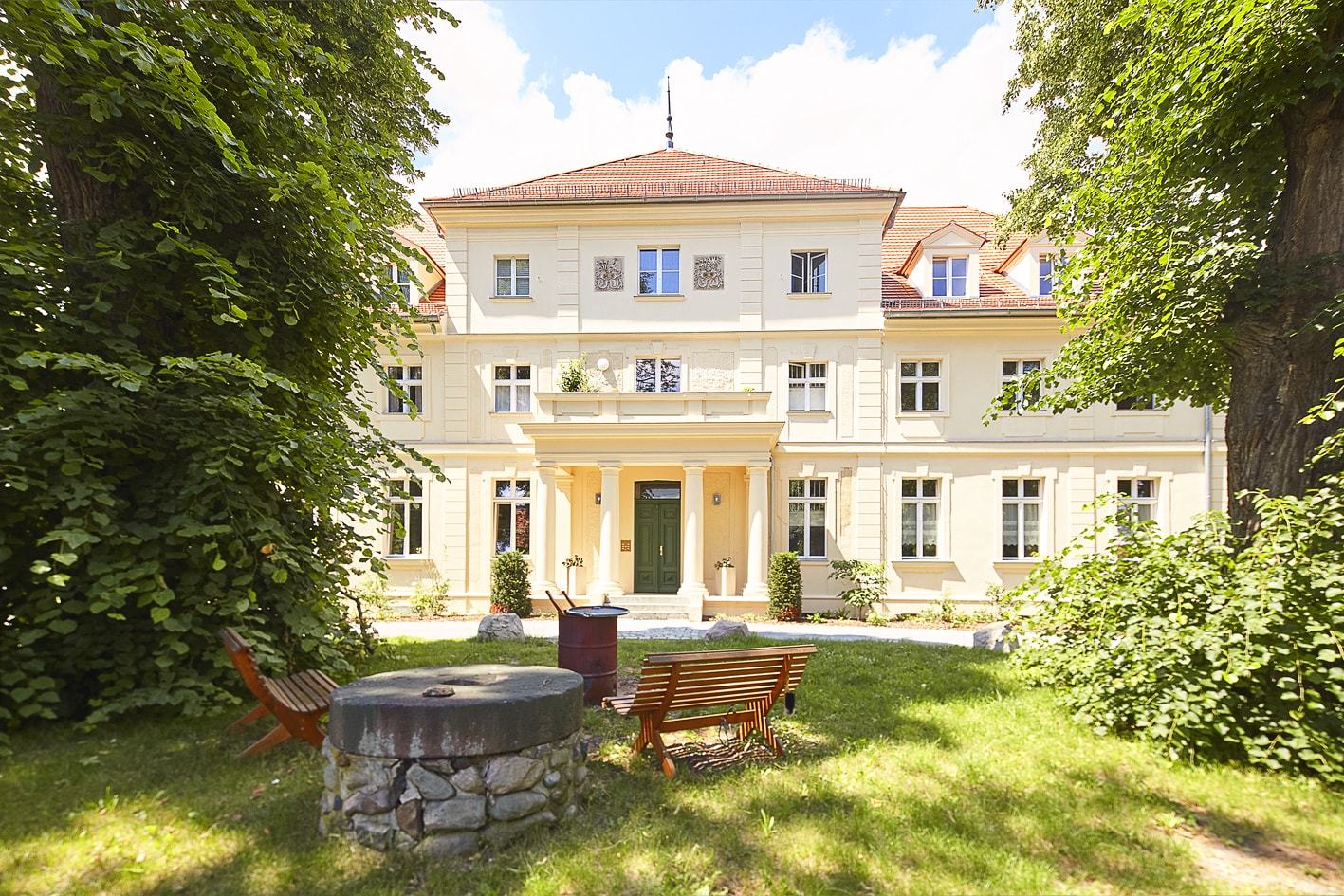
Gutshaus Löwenbruch

Das Gutshaus Löwenbruch ist ein denkmalgeschütztes Herrenhaus in Löwenbruch, einem Ortsteil der Stadt Ludwigsfelde im Landkreis Teltow-Fläming im Land Brandenburg.

## Lage
Die Kreisstraße 7241 führt von Südwesten kommend in nordöstlicher Richtung durch den historischen Ortskern. Etwa in dessen Mitte steht südwestlich der Dorfkirche Löwenbruch und dort nördlich der Straße das Gutshaus auf einem leicht zurückversetzten Grundstück, das nicht eingefriedet ist.

## Geschichte
In der Mitte des 18. Jahrhunderts vereinigte die Familie von der Groeben das Dorf Löwenbruch, in dem es unter anderem einen Anteil aufkaufte, der Achaz von Alvensleben gehörte. Seine Familie hatte in unmittelbarer Nähe der Kirche Ende des 17./Anfang des 18. Jahrhunderts ein zweigeschossiges Gutshaus in Fachwerkbauweise errichten lassen. Das Gebäude wurde 1939 abgerissen.
Erasmus von der Groeben ließ ab 1796 ein eigenes, größeres Gutshaus errichten. Die Fertigstellung erlebte er jedoch nicht mehr. Erasmus starb 1799 und sein älterer Bruder Karl Wilhelm von der Groeben zog nach der Fertigstellung im Jahr 1800 in das Haus ein. Nach seinem Suizid im Jahr 1805 erbten seine drei Schwestern das Gut. Eine von ihnen, Magdalena Maria Elisabeth war seit 1773 mit Wilhelm Leopold von dem Knesebeck verheiratet. Sie starb 1819, ebenso ihre Schwester Luise Wilhelmine Amalia. Alleinige Erbin wurde somit die jüngste Schwester Katharina Dorothea, die neben dem Gut Löwenbruch auch das Gut in Jühnsdorf erbte. Nach ihrem Tod wiederum erbte 1823 der Neffe Friedrich Wilhelm von dem Knesebeck die beiden Güter. Er verpachtete das Gut in Löwenbruch und wählte Jühnsdorf als seinen Familiensitz. Ihm folgte Eugen von dem Knesebeck (1801–1888), Justizrat a. D., der auch als Buchautor wirkte. Der Besitz betrug zu jener Zeit 1029 ha. In den folgenden Jahrzehnten blieb das Gut im Besitz der Familie von dem Knesebeck. In den 1870er Jahren war Theodor Fontane zu Gast und widmete dem Dorf daraufhin in den Wanderungen durch die Mark Brandenburg ein eigenes Kapitel. Dann übernahm der Generalleutnant und Rechtsritter des Johanniterordens, Lothar von dem Knesebeck (1837–1928), welcher aus zwei Ehen acht Kinder hinterließ. Lothar war ebenso Mitglied in der Deutschen Dendrologischen Gesellschaft. Das Gut führte zumeist ein Verwalter. Mitte der 1920er Jahre bewohnen mindestens zwei Knesebeck-Generationen das Gutshaus Löwenbruch, Lothar, Achaz und Hauptmann Günther. Im Gutsbezirk, mit Wohnmeldungen in Ludwigsfelde und Vorwerk Weinberg, sind es allgemein 204 Personen. Kurz vor der großen Wirtschaftskrise, die auch alle großen Landwirtschaftsbetriebe erreichte, hatte das Rittergut Löwenbruch 1065 ha. Achaz von dem Knesebeck (1867–1937) war Major in preußischen Diensten und ebenso im Johanniterorden, seine Frau Nelly, eine geborene von Elpons (1878–1965). Nelly von dem Knesebeck war jahrelang stellvertretende Vorsitzende des DRK-Reichsfrauenbundes und zugleich Leiterin des Landesgruppe Berlin. Achaz und Nelly hielten Kontakt mit den Gutsherren der Nachbarschaft, den soeben geadelten von Badewitz-Siethen, mit Fritz Graf Schwerin-Wendisch Wilmersdorf, wie auch mit dem Domherrn Wilhelm von Goertzke-Großbeuthen. Letzter Gutsherr auf Löwenbruch bis zur Bodenreform wurde Götz-Lothar von dem Knesebeck (1911–1989). Er machte sein Abitur auf der Brandenburger Ritterakademie, studierte in Oxford und übernahm das Gut 1937 bis 1939 direkt. Im Krieg diente der junge Gutsbesitzer von dem Knesebeck als Hauptmann. Er übte verschiedene Berufe aus und eröffnete in den 1960er Jahren in Berlin erfolgreich eine Druckerei und einen Verlag. Zuletzt lebte Götz-Lothar in der Schweiz.
Nach dem Ende des Zweiten Weltkrieges wurde die Familie enteignet und das Gutshaus von der Gemeinde genutzt. Eine Zeit lang zogen Flüchtlinge ein, danach verfiel das Anwesen. Nach der Wende kauften Rosemarie und Herneid von dem Knesebeck das Gebäude von der Stadt Ludwigsfelde zurück, sanierte es bis 2016 und richtete Mietwohnungen darin ein.

## Baubeschreibung

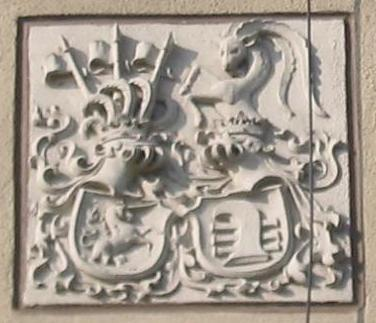
Allianzwappen der von dem Knesebeck und der Familie von Bredow

Das zweigeschossige, neunachsige Gebäude ist sparsam durch Lisenen und Gesimse in geometrische Formen gegliedert. Im unteren Bereich sind große und hochrechteckige Fenster verbaut, deren Form durch eine Fasche mit Schlussstein nochmals betont werden. Im oberen Geschoss wurden kleinere, ebenfalls hochrechteckige Fenster verbaut, die ebenfalls eine Fasche erhielten. Das Gebäude trägt ein schlichtes Krüppelwalmdach. Der damalige Besitzer, Eugen von dem Knesebeck ließ im Erdgeschoss einen mittig angeordneten Vorbau errichten, so dass im oberen Geschoss ein Balkon entstand. Dieser Vorbau ist im Jahr 2020 nicht mehr vorhanden. In dem ebenfalls in dieser Zeit errichteten Zwerchhaus befinden sich zwei kleine Wappenfelder, die Allianzwappen zeigen. Im linken Feld ist das Wappen der Familie von dem Knesebeck sowie das Wappen der Familie von Bredow zu sehen. Hiltrud und Carsten Preuß sind der Annahme, dass die Verbindung zwischen Friedrich Ludwig von dem Knesebeck mit Johanne Elisabeth Wilhelmine von Bredow dargestellt ist. Denkbar ist aber auch, dass die Verbindung zwischen Otto Friedrich Boldewin Eugen von dem Knesebeck mit Klothilde Leopoldine von Bredow dargestellt wurde. Das rechte Wappen zeigt neben der Familie von Knesebeck ein Wappen mit einem Doppeladler, das bislang noch nicht eindeutig identifiziert werden konnte. Es könnte sich um ein nichtpreußisches Geschlecht handeln.
Der ursprüngliche Grundriss des Gebäudes ist erhalten geblieben. Er besteht im Kern aus einem rechteckigen Gebäude mit dem für die Häuser typischen, mittig angeordneten Gartensaal. Zur Bauzeit konnte der Park von dort aus ebenerdig betreten werden. Ein Teil des alten Baumbestandes ist noch vorhanden. Nach Norden ist ein kleiner Anbau, der um 1900 entstand und nach dem Zweiten Weltkrieg vom Bürgermeister der Gemeinde genutzt wurde.